# Kamienica przy ulicy Ariańskiej 12 w Krakowie
Kamienica przy ulicy Ariańskiej 12 – zabytkowa kamienica znajdująca się w Krakowie, w dzielnicy II Grzegórzki przy ul.  Ariańskiej 12, na rogu z ul. Topolową 30, na Wesołej.
Kamienica została wzniesiona w 1892 roku według projektu architekta Leopolda Tlachny. W 1931 roku budynek został nadbudowany o trzecie piętro według projektu Zygmunta Prokesza.
Kamienica została wpisana do gminnej ewidencji zabytków. Znajduje się na obszarze Wesołej, której układ urbanistyczny został wpisany 16 lutego 1984 do rejestru zabytków.